# Sherbatskiy
Die Sherbatskiy war eine Fähre, die 1980 als Pride of Free Enterprise für die britische Reederei Townsend Thoresen in Dienst gestellt wurde. Sie blieb bis 2015 in Fahrt und wurde anschließend in Indien abgewrackt.

## Geschichte
Die Pride of Free Enterprise wurde als letztes von drei Schwesterschiffen bei Schichau Unterweser in Bremerhaven gebaut und am 31. Mai 1980 vom Stapel gelassen. Am 23. November 1980 wurde das Schiff auf der Strecke von Dover nach Calais in Dienst gestellt. Zuvor lag es vom 17. bis 20. November am Pool of London, wo es als neueste Einheit von Townsend Thoresen besichtigt werden konnte.
Im Dezember 1987 ging die Pride of Free Enterprise nach der Auflösung von Townsend Thoresen in den Besitz von P&O European Ferries über, die sie in Pride of Bruges umbenannten. Neues Einsatzgebiet wurde die Strecke von Dover nach Zeebrugge. Ab November 1991 wurde Calais Zielhafen des Schiffes. Im Oktober 1996 war es kurzzeitig erneut von Dover nach Zeebrugge im Einsatz.
Im März 1998 ging die Pride of Bruges unter dem neuen Namen P&O SL Picardy an die P&O Stena Line, um weiter von Dover nach Calais und Zeebrugge eingesetzt zu werden. Im Februar 2000 wurde das Schiff ausgemustert und zum Verkauf angeboten.
Neuer Eigner wurde im April 2001 die belgische Reederei Transeuropa Ferries, die es ab Juli 2002 unter dem neuen Namen Oleander zwischen Ostende und Ramsgate einsetzten.
Im Juni 2010 charterte die marokkanische Fährgesellschaft Comarit das Schiff für den Einsatz zwischen Almería und Nador. Nach dem Einsatz für Comarit wurde die Oleander im Mai 2012 erneut verchartert und von Trasmediterránea auf der gleichen Strecke wie für Comarit eingesetzt. Im Mai 2013 übernahm Novgorod Shipping Ltd das Schiff von Comarit und nannte es in Sherbatskiy um. Der Chartervertrag mit Acciona Trasmediterránea blieb jedoch bestehen.
Im Oktober 2015 lief die Charter für Acciona aus. Statt erneut verchartert zu werden, lief das Schiff den Hafen von Valletta an, wo es am 1. November aufgelegt wurde. Im Dezember 2015 wurde die Sherbatskiy in Sher umbenannt und zum Abbruch nach Indien verkauft. Am 11. Dezember traf das Schiff nach 35 Dienstjahren in den Abwrackwerften bei Alang ein, wo es in den folgenden Monaten zerlegt wurde.

## Schwesterschiffe
Die Sherbatskiy war das letzte noch existierende von den einst drei Schwesterschiffen der Spirit-Klasse: Die Herald of Free Enterprise kenterte 1987 vor Zeebrugge und die Anthi Marina wurde 2012 in der Türkei abgewrackt.